# Polycyrtus vierecki
Polycyrtus vierecki là một loài tò vò trong họ Ichneumonidae.